# Серков, Александр Фёдорович
Александр Фёдорович Серков (8 февраля 1933, Рига — 27 декабря 2024) — российский учёный в области экономики и планирования АПК, академик РАСХН (1997), академик РАН (2013).

## Биография
Родился 8 февраля 1933 года в Риге. Окончил Московскую сельскохозяйственную академию им. К. А. Тимирязева (1954, работал агрономом МТС, главным агрономом совхоза) и аспирантуру ВНИИЭСХ (1965).
- 1965—1974 — главный специалист, начальник отдела Главного управления совхозов МСХ СССР
- 1974—1985 — заместитель начальника, начальник Главного планово-экономического управления МСХ СССР
- 1985—1989 — начальник Главного управления планирования социального и экономического развития АПК, член коллегии Госагропрома СССР
- с 1989 — во ВНИИЭСХ (ФГБНУ «Федеральный научный центр аграрной экономики и социального развития сельский территорий — Всероссийский НИИ экономики сельского хозяйства» (ФГБНУ ФНЦ ВНИИЭСХ): заместитель директора, заведующий отделом, главный научный сотрудник отдела аграрной политики и прогнозирования развития АПК.

Доктор экономических наук (1996), академик РАСХН (1997), академик РАН (2013).
Участвовал в разработке модели аграрного рынка в России.
Награждён двумя орденами Трудового Красного Знамени (1973, 1981), медалью «За освоение целинных земель» (1956).
Умер 27 декабря 2024 года в возрасте 91 года.

## Публикации
- Формирование рыночных отношений в агропромышленном комплексе России. — М., 1994. — 23 с.
- Индикативное планирование в сельском хозяйстве. — М., 1996. — 161 с.
- Социально-экономическое планирование и прогнозирование в АПК / соавт.: В. В. Кузнецов и др.; Всерос. НИИ экономики и нормативов. — Ростов н/Д, 1999. — 324 с.
- Проблема формирования общего аграрного рынка государств-участников СНГ / соавт.: И. Г. Ушачев и др.; Всерос. НИИ экономики сел. хоз-ва. — М., 2001. — 198 с.
- Экономические институты аграрного рынка (состояние и оценка) / соавт.: А. И. Амосов и др.; Всерос. НИИ экономики сел. хоз-ва. — М., 2002. — 71 с.
- Аграрная политика: учеб. пособие для студентов вузов… / соавт.: А. П. Зинченко и др. — М.: КолосС, 2004. — 304 с.
- Продовольственная безопасность России / соавт.: А. В. Гордеев и др.; ГНУ Всерос. НИИ экономики сел. хоз-ва. — М.: ФГНУ «Росинформагротех», 2008. — 177 с.
- Экономические механизмы развития интеграционных процессов в условиях аграрного рынка Беларуси и России / соавт.: А. И. Амосов и др.; Всерос. НИИ экономики сел. хоз-ва и др. — М.: Вектор-ТиС, 2010. — 167 с.